# Ludwig Truchsess von Höfingen
Ludwig Truchsess von Höfingen (* um 1448/1450 vermutlich in Höfingen; † 15. Januar 1518 in Tübingen) war ein Doktor des Kirchenrechts und deutscher Jurist aus einem seit 1285 in Höfingen bei Leonberg ansässigen württembergischen Ortsadelsgeschlecht, das 1699 ausstarb. Er gehörte zu den ersten Rechtsprofessoren der 1477 gegründeten Universität Tübingen, war 1479 Rektor dieser Universität und stand als Rat im Dienst Herzog Eberhards I. im Bart von Württemberg. Auch ein anderer Angehöriger der Familie, Wilhelm Truchsess von Höfingen, befand sich nachweislich 1481 und 1483 im württembergischen Dienst. Andere Angehörige der Familie wurden später Kanoniker des bedeutenden Domstifts in Augsburg.

## Leben
Ludwig Truchsess von Höfingen war ein Sohn des Martin Truchsess von Höfingen zu Riet und dessen Ehefrau Margarete Späth. Als ca. 15-Jähriger begann er sein Studium im Sommersemester 1464 an der Artistenfakultät der Universität Erfurt, wurde dort 1466 Bakkalar und 1470 auch Magister. Anschließend studierte er Juristik an der Universität Pavia, wo er 1472 der Promotion des Nürnberger Humanisten Johannes Löffelholz zum Lizentiaten im weltlichen Recht und 1474 der Promotion von Johannes Gügel zum Lizentiaten im Kirchenrecht als Zeuge beiwohnte. Vermutlich hat er in Pavia auch seinen Doktortitel im Kirchenrecht erworben, mit dem er im September 1477 in der Matrikel der Universität Tübingen in der Reihe der zu Beginn der Einträge herausgehobenen Persönlichkeiten erscheint.
Für das Sommersemester 1479 wurde Truchsess von Höfingen zum Rektor der Tübinger Universität gewählt und gehörte bei der Publikation der Zweiten Tübinger Universitätsordnung von 1491/1492 zum consilium universitatis. Aus diesem Grund und wegen seiner Stellung als Dekan der Juristenfakultät bei der Unterzeichnung des Fakultätsgutachtens der Juristenfakultät vom 11. Dezember 1495 ist zu schließen, dass er wohl bereits seit der Gründung der Universität 1477 zu den ersten Rechtsprofessoren in Tübingen gehörte. Da Adlige in jener Zeit es im Allgemeinen als nicht standesgemäß ansahen, sich von Angehörigen niederer Schichten prüfen zu lassen und ein Lehramt an einer Hochschule zu übernehmen, kommt bei Ludwig Truchsess von Höfingen die besondere Nähe seines Adelsgeschlechts zum württembergischen Hof in dessen enger Verbindung zur Universität zum Ausdruck.
Als Mitglied des von Graf Eberhard im Bart stark umworbenen Adels im Neckarviertel, der sich seit 1488 unter der Dachgesellschaft des Georgenschilds organisierte und unter deren Ausschussmitgliedern auch Ludwig Truchsess von Höfingen zu finden ist, gehörte dieser zu den württembergisch orientierten Adelsfamilien der Region, die seit den 1450er-Jahren wesentlich zur Stabilisierung gräflicher Herrschaft im württembergischen Territorium beitrugen. Im Gefolge Graf Eberhards im Bart nahm er unter dessen gelehrten Räten am Wormser Reichstag von 1495 teil, auf dem der Graf zum Herzog von Württemberg erhoben wurde. Die Stellung eines Rats besaß er somit wohl schon bei der Tübinger Universitätsgründung 1477.
Auf Präsentation Eberhards im Bart erhielt er 1481 die Pfarrei Veringendorf im Dekanat Riedlingen, musste sie aber nach wenigen Monaten wegen seiner ersten Ehe mit Ursula Schenk von Stauffenberg abtreten. In zweiter Ehe heiratete er Anna Herter von Herteneck, mit der er die Kinder Hans, Anna und Katharina hatte. Durch eine noch heute erhaltene Torinschrift von 1490 ist er als Besitzer eines Hauses in der Münzgasse in Tübingen bezeugt, heute Nr. 18.
Nach dem Tod Eberhards im Bart im Februar 1496 verließ Truchsess von Höfingen für kurze Zeit Tübingen, ließ sich aber am 13. Oktober 1497, wohl nur, um seine akademischen Privilegien zu sichern, ein zweites Mal in die Matrikel der Universität Tübingen eintragen. Sein Zwischenaufenthalt ist nicht bekannt. Vielfach wird er für diesen Zeitraum mit dem Kanzler Ottos II. von Mosbach, Ludwig Truchsess zu Grünsberg, verwechselt, der ebenfalls am Wormser Reichstag von 1495 teilnahm.
Unter den Tübinger Rechtsprofessoren der späteren Zeit ist Ludwig Truchsess von Höfingen nicht mehr zu finden. Auch in politischen Angelegenheiten tritt er nicht mehr in Erscheinung. Sein Vermögen erlaubte es ihm, dem Landesherrn ein großes Darlehen zu gewähren, für das er 1509 den hohen Betrag von 250 Gulden erhielt.
Am 15. Januar 1518 starb Ludwig Truchsess von Höfingen. Sein Vermögen wurde Gegenstand eines Prozesses zwischen seinen Erben auf Grund unterschiedlicher Regelungen für Universitätsbürger und Bürger der Stadt. Die Universität Tübingen sah sich dadurch am 26. Februar 1518 genötigt, neue Vorschriften für den Nachlass von Universitätsbürgern zu erlassen.